# うれしいあの娘
「うれしいあの娘」（原題：You Didn't Have to Be So Nice）は、ラヴィン・スプーンフルの楽曲。
1965年11月13日にシングルA面曲として発売された。作詞・作曲はスティーブ・ブーンとジョン・セバスチャン。B面は「マイ・ギャル」。1966年1月22日付のビルボード・Hot 100で10位を記録した。同年3月発売のアルバム『Daydream』に収録された。
ブライアン・ウィルソンは本作品におけるボーカルの重ね方を参考にして「神のみぞ知る」（1966年）を制作したと証言している。

## 主なカバー・バージョン
- グラス・ルーツ - 1966年発売のファースト・アルバム『Where Were You When I Needed You』に収録。
- アストラッド・ジルベルト - 1967年のアルバム『Beach Samba』に収録。息子のマルセロ・ジルベルトと共に歌っている。シングルカットされた[4]。日本で発売されたシングルの邦題は「ママと歌おう」[5]。
- 瀬川洋 - 1979年公開の映画『限りなく透明に近いブルー』のサウンドトラック。
- エイミー・グラント&ケビン・コスナー - 1997年公開の映画『ポストマン』のエンディング・クレジットで流れる。
- ニック・ヴァーニア・バンド - 2014年のシングル。